# ビシュケク1駅
ビシュケク1駅（キルギス語: Бишкек 1）とはキルギスの首都ビシュケクにある鉄道駅である。当駅は市内西部に位置するのに対して、ビシュケク2駅は市内中心部に位置する。

## 列車
- ビシュケク - シュ[1]
- ビシュケク - ノヴォクズネツク